# Air Couzinet 10
Die Air Couzinet 10 war ein französisches Postflugzeug in Tiefdeckerauslegung, das von dem Luftfahrtpionier René Couzinet (1904–1956) konstruiert wurde.
Es wurde lediglich ein Exemplar (F-AQCD) gebaut, dessen Erstflug am 3. August 1937 erfolgte. Ursprünglich war das Flugzeug für den Einsatz in Brasilien vorgesehen. Es wurde komplett aus Holz gebaut. Auffällig war die an der Oberseite nach vorne gewölbte Frontscheibe des Cockpits.  Die Besatzung bestand aus Pilot, Navigator und Bordmechaniker. Bei Kriegsbeginn wurde das Flugzeug aus dem Verkehr gezogen.

## Technische Daten
| Kenngröße             | Daten                                            |
| --------------------- | ------------------------------------------------ |
| Besatzung             | 3                                                |
| Länge                 | 12,60 m                                          |
| Spannweite            | 18,00 m                                          |
| Leermasse             | 4.500 kg                                         |
| max. Startmasse       | 8.400 kg                                         |
| Antrieb               | zwei Hispano-Suiza 9V-16; je 485 kW (ca. 660 PS) |
| Höchstgeschwindigkeit | 350 km/h                                         |
| Dienstgipfelhöhe      | 12.000 m                                         |
| Reichweite            | 7.000 km                                         |